# Siegfried Gliewe
Siegfried Gliewe (* 23. April 1902 in Stolp; † 5. Februar 1982 in Kiel) war ein deutscher Schriftsteller. Er veröffentlichte unter anderem Beiträge zur pommerschen Heimatkunde.

## Leben
Siegfried Gliewe war der Sohn des Tischlers Hermann Gliewe; seine Schwester war die Bühnenbildnerin und Architekturmalerin Helene Blum-Gliewe.
Gliewe besuchte die Volks- und Realschule in Stolp. Bereits mit 15 Jahren wurde er Soldat im Ersten Weltkrieg; nach Kriegsende diente er zunächst als freiwilliger Kanonier im Grenzschutz Ost. Von 1919 bis 1922 besuchte er das Lehrerseminar in Pyritz. Anschließend, von 1923 bis 1927, studierte er an der Friedrich-Wilhelms-Universität zu Berlin und der Universität Greifswald. 1935 wurde er Lehrer im Landkreis Stolp, 1939 Soldat im Zweiten Weltkrieg.
Nach 1945, als seine hinterpommersche Heimat unter polnische Verwaltung kam, gelangte er als Flüchtling nach Schleswig-Holstein. Von 1946 bis zu seinem Ruhestand 1964 arbeitete er als Lehrer in Wendtorf und Laboe.
Gliewe verfasste Aufsätze zur Heimatkunde Pommerns, aber auch Erzählungen und Hörspiele, meist ebenfalls mit Bezug zu Pommern. Daneben veröffentlichte er Reisebilder aus Jugoslawien, das er erstmals als Soldat im Zweiten Weltkrieg kennenlernte.

## Auszeichnungen
- Pommerscher Kulturpreis für Kunst, 1981

## Werke

### Einzelschriften
- Die Kiste die aus der See kam. Martin Weichert Verlag, Hamburg 1960.
- Meeresstrand Küstenland. Erzählungen und Schilderungen. Westholsteinische Verlagsanstalt Boyens & Co., Heide 1963.
Daraus neu abgedruckt:
  - Das Gewitter. In: Pommersches Heimatbuch 2008. Pommersche Landsmannschaft, Lübeck 2008, S. 107–113.
- Zwischen Licht und Schatten. Begebenheiten aus Pommern. Radtke Verlag, Lübeck 1968.
- Agaven und Minarette. Reisebilder aus Jugoslawien. Hallwag Verlag, Bern Stuttgart, 1973.
- Barfuss im Gras. Eine Jugend in Pommern. Pommerscher Buchversand, Hamburg 1973.
- Damals daheim. Frühe Jahre in Pommern. Unsere Heimat, Band 31. Pommerscher Buchversand, Hamburg 1978.
- Heimat und Leben im Gezeitenstrom. Husum-Druck- und Verlagsgesellschaft, Husum 1981.

### Beiträge in Zeitschriften
- Zahlreiche Aufsätze in der Zeitschrift Unser Pommerland
- Auf dem Garder See. Begegnung mit Max Pechstein. In: Pommern. Zeitschrift für Kultur und Geschichte. Heft 4/2007, ISSN 0032-4167, S. 24–30. (Neuabdruck aus dem Pommerschen Heimatbuch 1977)